# Lycianthes subfalcata
Lycianthes subfalcata är en potatisväxtart som först beskrevs av Henry Hurd Rusby, och fick sitt nu gällande namn av Henry Hurd Rusby. Lycianthes subfalcata ingår i Himmelsögonsläktet som ingår i familjen potatisväxter. Inga underarter finns listade i Catalogue of Life.